# Образувателна тъкан
Образувателната тъкан, още наречена меристем, е вид растителна тъкан, изградена от разнообразни, недиференцирани клетки, които се намират в онези части, където се наблюдава растеж. 
В общия случай, диференцираните растителни клетки при делене не могат да произвеждат клетки от различен от своя тип. Чрез клетъчното делене в образувателната тъкан обаче, растението си набавя клетки за различните по тип диференцирани тъкани, както и за органите, необходими за съществуването на растителния организъм.
Клетките от образувателната тъкан са функционален аналог на стволовите клетки у животните; те са частично или напълно недиференцирани и способни на продължително клетъчно делене. Клетките са малки по размер и протоплазмата изцяло ги изпълва; вакуолите им са изключително малки, цитоплазмата им не съдържа диференцирани пластиди (хлоропласти и хромопласти), въпреки че те присъстват в рудиментарната си форма на пропластиди. Клетките от образувателната тъкан са разположени нагъсто без междуклетъчни кухини. Клетъчните им стени са много тънки.
Поддържането на жизнеността на образувателната тъкан изисква баланс между два противодействащи си процеса: зараждането на органи и обновлението на популацията от меристемни клетки при растенията.
Образувателната (меристемна) тъкан бива два основни вида – първична и вторична. Първичният меристем се образува още в зародишната фаза на растението и е отговорна за нарастването му на дължина. Тя се намира в:
1. Върха на стъблото на растението – така се осигурява неговия растеж.
2. Кореновия връх на растението и така осигурява растежа на корена.
3. Пъпките на младите растения и в основата на дръжките на листата.

Вторичната образувателна (меристемна) тъкан възниква на по-късен етап от жизнения цикъл на растението. Тя се нарича още камбий и на нея се дължи удебеляването на стъблото и корена на растението. Тя се намира в корените и стъблото на растението и нейните клетки се разполагат в цилиндричната област между дървесинните и ликовите цеви (проводящи снопчета) на корена и стъблото. С помощта на камбия се образуват годишните пръстени на дърветата.
Удебеляването на корена и стъблото е важно за оцеляването на растението при неблагоприятни условия, защото така се осигурява опората, механичната му здравина и закрепването му в почвата.